# Лапин, Леонард Рудольфович
Леонард Рудольфович Лапин (эст. Leonhard Lapin, псевдоним — Альберт Трапеж (эст. Albert Trapeež); 29 декабря 1947[…], Ряпина, Пылвамаа — 28 февраля 2022) — советский эстонский архитектор, художник, историк архитектуры и поэт.

## Биография
Лапин родился в Ряпине и является сыном Софии Лапин (Сырмус) и Рудольфа Мыттуса. Ещё родственники: сводный брат, доктор философских наук Вольдемар Лапин, сводный брат Анатолий Меттус и сводная сестра Валентина Олли (Лапин). Со стороны отца мужчины работали портными. Мать работала директором швейного производства. Именно поэтому Лапин подумывал изучать моду в Эстонской академии художеств, но старший брат посоветовал ему изучать архитектуру. Фамилия Лапин происходит от первого мужа матери Рудольфа Лапиньша, этнического латыша. После русификации фамилия была изменена на Лапин.
Почётный профессор Эстонской академии художеств, Лапин был предшественником авангардного движения в Эстонии и оказал влияние на эстонское искусство и архитектуру своими произведениями и сочинениями в послевоенный XX век. Лапин был активен в функционализме, супрематизме, технологическом футуризме и поп-арте. Как художник создавал графику, картины, перформансы, хеппенинги, опубликовал несколько статей, книг и поэтических сборников. Лапин оказал влияние на многих учеников как учитель; он рассматривал архитектуру и искусство в основном как духовную деятельность. Он умер 28 февраля 2022 года в возрасте 74 лет. После смерти его кремировали и рассеяли по реке в Пирите.

## Личная жизнь
В 1969—1982 годах был женат на Сирье Рунге. Позже он женился на архитекторе Кристель Яанус. В 1991 году у них родилась дочь Анна Мария, а в 1996 году сын Александр.

## Деятельность

### Искусство и литература
Леонард Лапин начал активную деятельность в 1960-х годах и быстро поднялся до позиции ведущего художника-авангардиста, а также организатора и теоретика. Был участником движения художников-авангардистов СУП´69. Его графика привлекла к нему международное внимание, особенно серии, в которых он обращался к смешению человека и машины. Как художник создавал рисунки тушью, графику в технике шелкографии, глубокой печати и литографии, картины акварелью, гуашью и маслом, архитектоны, скульптуры и инсталляции. Он также занимался поп-артом в конце 1960-х под влиянием Энди Уорхола. Он писал статьи и стихи с критикой идеологии советского искусства, которые распространялись в виде рукописей. Позже стихи были изданы сборниками под псевдонимом Альберт Трапеж. Свой первый архитектон Лапин сделал в 1976 году и назвал его «Памятник Таллинну». Именно Лапин принес слово «архитектон» в эстонский и финский языки. Понятие исходит от российского художника-авангардиста двадцатого века Казимира Малевича, для которого «архитектон» означал дом будущего человека. Лапин также создал понятие «собственное пространство» («omaruum» по-эстонски), которое он рассматривал в своих учениях по композиции. Лапин дирижировал первыми хэппенингами в Эстонии, а также ставил спектакли в театре. Его приглашали на очень многие выставки в другие страны, его работы находятся в национальных и частных коллекциях по всему миру. Лапинская концепция пространства и пустоты была источником выражения его идей. Он написал много книг на эту тему. У Лео индивидуальный эмоциональный стиль письма, слишком субъективный для академического письма, что не означает, что его тексты не имеют историографической ценности.

### Архитектура
Лапин принадлежал к поколению «молодых злых архитекторов» вместе с другими молодыми архитекторами, окончившими Эстонскую художественную академию в 1970-х годах. В то время Л. Лапин был персоной нон грата среди архитекторов, но в сфере искусства он был признан несносным ребёнком. Другими членами группы были Вилен Кюннапу, Тийт Кальюнди, Аво-Химм Лоовеер, Айн Падрик, Юри Окас, Яан Оллик и Игнар Фьюк, к которым присоединились немного более старые архитекторы Вельо Каасик и Тоомас Рейн . Они называли себя «Таллинской десяткой», но их можно отнести и к более широкому термину «Таллиннская школа» , поскольку она охватывала более широкие круги архитекторов, художников, дизайнеров и инженеров того поколения. В советское время действовать в составе группы было более эффективно, потому что они могли добиться большего, чем в одиночку. Основной посыл группы заключался в том, что архитектура – это вид искусства. Более важной целью было изменить архитектуру, окружающую среду, отношение людей к ним и придать смысл современному обществу и культуре. «Таллиннская школа» состояла из экспериментальных архитекторов и художников, но в основном Леонард Лапин занимался историей архитектуры, в основном в письменной форме, но также и в других формах искусства. Во время учёбы, как будущий архитектор, он познакомился с функционализмом 1930-х годов, имевшим резкое неодобрение со стороны советской власти. Но Лапин также увлекался ранним русским авангардом и русским конструктивизмом, поэтому правительство не могло обвинить его в измене. Новый термин неофункционализм вырос из пластической архитектуры Лапина с машинной эстетикой . Архитекторы Таллиннской школы могли выразить себя в основном через проекты частных домов, так как другие виды строительства были строго регламентированы. Хотя при создании выдающегося и индивидуального экстерьера часто пренебрегали целесообразностью окружения и комфортным использованием внутренних пространств. В 1976–77 годах Лапин разработал свои дома по графической серии «Машины». Хорошим примером является Вилла Валери I, расположенная в Лаагри, Эстония, которая является эквивалентом его работы «Машина-архитектура III или Вилла Валери I» (1976). Парадокс Лапина в том, что, хотя он исполнял современный авангард, в своих произведениях он имел дело с историческими стилями и представлениями. Путем создания связи между ранней историей архитектуры и искусства, а также решения терминологических проблем Леонхард хотел повысить осведомленность эстонского общества.
«В 1978 году мы представили «чистые идеи», поскольку нашей целью было показать архитектуру как независимую форму искусства, проявление духовного, а также как независимую и влиятельную черту, играющую роль в социальных процессах».